# Larimichthys crocea
Cá lù đù vàng lớn (Danh pháp khoa học: Larimichthys crocea) là một loài cá trong họ cá lù đù (Sciaenidae) phân bố chính là ở vùng biển Tây Bắc Thái Bình Dương (khu vực Hoàng Hải và Biển Đông), eo biển Đài Loan, tập trung nhiều nhất tại các vùng biển nông từ Quảng Đông, Phúc Kiến xuống đến Vịnh Bắc Bộ ở miền bắc Việt Nam và cả tại ven biển miền trung và miền nam Ở Việt Nam, chúng còn được gọi là cá đỏ dạ, cá sóc. Ở Trung Quốc gọi chúng là đại hoàng ngư (大黄鱼) để phân biệt với tiểu hoàng ngư là cá đù vàng nhỏ.

## Đặc điểm

### Bề ngoài
Cá đù vàng có thân hình thoi dài, hẹp một bên. Thân phủ vẩy, vẩy tại phần đầu mềm, nhưng cứng tại phần thân còn lại. Mõm tù, miệng rộng, hàm trên kéo dài tới phía sau đến gần mắt. Răng mọc hàng đôi nơi cả hai hàm. Hàm dưới có mẩu răng gần mút ngoài. Bong bóng hơi có hình củ cà rốt phân nhánh dạng cây. Vây lưng chia làm hai phần: phần đầu có 9-10 tia cứng, tiếp theo là một rãnh thấp rồi đến phần thứ hai, không có tia cứng, chỉ có 30-35 tia mềm. Vây ngực dài trung bình. Vây hậu môn có 2 tia cứng và 7-9 tia mềm. Vây đuôi lồi, nhọn.
Cá có thân màu vàng phía trên xậm hơn, phần bụng vàng ánh. Tất cả các vây đều màu vàng. Mép cá có khi màu đỏ. Cá thuộc loài ăn tạp ở tầng đáy, ăn các loại cá nhỏ, tôm, giáp xác. Độ sâu thích hợp nhất trong khoảng 10m tại các vùng biển có nhiệt độ giữa 23 và 34 độ C, tuy nhiên cá có khả năng thích ứng cao với nhiệt độ và độ mặn của môi trường sinh sống. Cá đẻ trứng vào mùa Xuân và mùa Thu tại những vùng nước đục nơi cửa sông đổ ra biển. Cá mái bắt đầu đẻ trứng khi 2 tuổi, và cá đực phát dục năm 3 tuổi.
Cá dài trung bình 60 cm, được khai thác ở cỡ 20–25 cm. Chiều dài tối đa có thể đến 80 cm. Cá Đù Vàng tăng trưởng khá nhanh: Cá bột vớt cỡ 0–15 cm đưa về nuôi trong lồng trong khoảng 18 tháng có trọng lượng khoảng 500-800 gram. Giá cá nuôi khoảng 20-30 USD/kg. Cá được nuôi bằng các loại thực phẩm hỗn hợp làm từ cá vụn, cá dạt theo kiểu nuôi cá vền biển.

### Chất lượng thịt
Thành phần dinh dưỡng của cá đù vàng được xem là tương tự như các loài cá croaker. Cá đù vàng có thành phần chất đạm cao, chứa nhiều sinh tố và khoáng chất, bồi bổ tỳ và vị, giúp an thần, trị tiêu chảy, bồi bổ nguyên khí, là món thực phẩm tốt cho người cao niên. Lượng selen cao trong cá được xem là một yếu tố chống lão suy. Thịt cá đù vàng, mịn và dai, vảy cá nhỏ, ít xương, có hương vị đặc biệt thoảng mùi hoa tỏi, rất được ưa chuộng tại Hong Kong và Đài Loan. Cá thường được chế biến dưới các dạng cá hấp, đút lò, chiên nhanh và chiên giòn.
Lượng acid béo (thô) tổng cộng trong phần bắp thịt của cá (2 tuổi/ 170 gram) chiếm 13.1% trọng lượng phi lê. Acid béo bão hòa (SFA) chiếm 40% của tổng số lượng acid béo, trong đó palmitic acid cao nhất (27%), Acid béo chưa bão hòa đơn chiếm 37.9 % tổng lượng acid béo, oleic acid chiếm 23%, Acid béo chưa bão hòa đa chiếm 23%, Acid béo Omega-3: 19.9 % và Omega-6: 3.0%

## Giá trị

### Khai thác
Cá đù vàng được xem là một loài có giá trị kinh tế cao, rất được ưa chuộng tại Đài Loan và các tỉnh Quảng Đông, Phúc Kiến. Cá Đù Vàng hiện đang được nuôi trong lồng tại nhiều vùng ven biển của Trung Hoa và cả Việt Nam. Nam Triều Tiên đã nhập cảng trên 52 ngàn tấn. Tại Việt Nam còn có cá Đù Đỏ, nhưng đây là tên gọi dành cho cá hồng Mỹ (Sciaenops ocellatus), một loài cá trong nhóm cá vược.
cá đù vàng được tiêu thụ dưới các dạng cá tươi, ướp muối phơi khô. Bong bóng cá được tách tiêng, phơi khô. Tổng sản lượng đánh bắt trên thế giới năm 2007 lên đến gần 80 ngàn tấn, trong đó Trung Hoa đứng đầu với gần 60 ngàn, tiếp theo sau là Nam Hàn và Đài Loan. Cá Đù Vàng rất được ưa chuộng tại Trung Hoa và Đài Loan.
Cá đánh bắt tại vùng biển Chu Sơn được đánh giá là ngon và có giá trị kinh tế rất cao: cá từ 40–50 cm được bán với giá 30-40 USD/kg. Từ 1984, do bị đánh bắt quá mức (lên đến 240 ngàn tấn năm 1975 đến 1984 chỉ còn được dưới 30 ngàn tấn) số lượng cá trong thiên nhiên giảm nhanh nên Trung Quốc đã có những chương trình tạo giống và nuôi cá trong các điều kiện nhân tạo, phần lớn là trong các lồng, bè tại các vùng ven biển.

### Ẩm thực
Tại Hong Kong có những món nổi danh như: Cá hấp giấm dùng với sốt ngọt. Món ăn theo truyền thống từ hơn 100 năm trước tại Nantong, cá được chiên cắt, tạc thành hình một con ếch để bày trên dĩa. Tại Việt Nam, cá cũng được chế biến thành nhiều món ăn tại các nhà hàng, đồng thời thành nhiều sản phẩm để xuất cảng. Món đặc sản nổi tiếng nhất là: Cá Đù Vàng hay Đỏ dạ nướng, sốt nấm. Cá Đỏ dạ, phơi khô, ướp muối theo phương pháp biến chế Nam Hàn đang là một sản phẩm để đưa vào thị trường Hoa Kỳ dưới tên ‘Khô cá Đỏ Dạ muối vùi, chiên sẵn’ 

### Làm thuốc

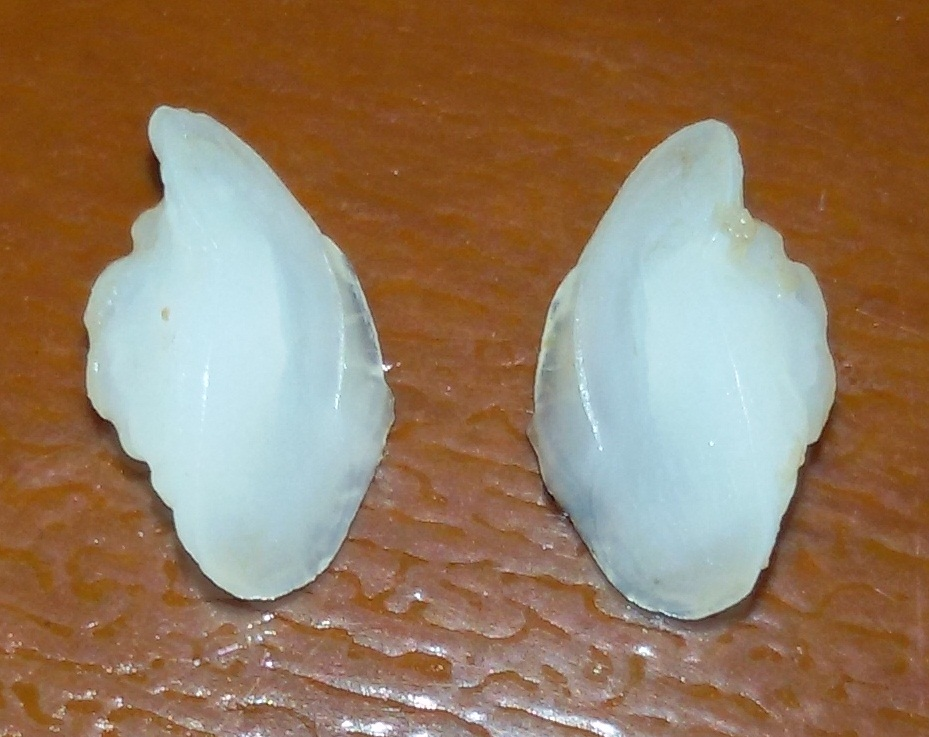
Ngư đỗ

Cá đù vàng được người Hoa tại các vùng phía Nam như Quảng Đông, Đài Loan ưa chuộng, ngoài vai trò thực phẩm còn dùng nhiều bộ phận của cá để làm thuốc. Trong Đông- Nam dược, cá được gọi là Thạch Thủ Ngư (Tên gọi do ở nơi đầu cá có xương hoa cái là hai khối trắng, bóng và cứng, lớn cỡ hạt đậu). Cá đù vàng được xem là có vị ngọt, tính ấm, không độc có những tác dụng khai vị, ích khí, bổ tinh. Theo Tuệ Tĩnh trong Nam Dược Thần Hiệu: Thạch thủ ngư là Cá mô dóng, vị ngọt, tinh bình, không độc ăn rất ngon, ich khí, mạnh tỳ trị lị và đau bụng, đau ruột.
Theo Hải Thượng Lãn Ông trong Lĩnh Nam Bản Thảo: Thạch thủ ngư, tên gọi cá Dóng (cá Dựng) không độc, ngọt, bình món quý ngon, Khoẻ tỳ kinh, rất là bổ khí, chữa đi lị, ruột bụng đau luôn. Theo Lý Thời Trân trong Cương Mục Bản Thảo: ‘Người mắc chứng lị phải kiêng dầu mỡ, rau sống, món ăn lạnh nhưng riêng cá thủ khô lại ăn được vì cá khô đã ngấm mặn, không béo, không mỡ màng và còn giúp tiêu được thức ăn khác
Bong bóng cá là Ngư đỗ được dùng để nấu cao (Phiêu giao), cao là nguyên liệu tạo thuốc viên (luyện hoàn) trong Đông dược: bong bóng cá Đù Vàng được xem là tốt nhất: phiêu giao cá Đù có khả năng kết dính cao. Bong bóng cá, luyện với đường cát được dùng để trị bệnh trĩ. Xương đầu cá Đù:Vị thuốc có tên là: Thạch thủ ngư đầu, trung thạch chẩm. Theo Lý Thời Trân trong Cương Mục Bản Thảo thì Xương bạch ngọc (Đá) trong đầu Cá Đù đốt cháy, nghiền ra bột dùng uống giúp trị được chứng lâm lịch (đi tiểu són từng giọt gây đau buốt) và giúp thông tiểu.